# Logbessou
Logbessou est un des rares villages du département du Wouri. Situé dans l'arrondissement de Douala V, il est localisé à 12 km de Douala, sur l'axe routier qui lie Douala à Edéa.
C'est un village traditionnel situé dans la ville de Douala, au Cameroun. Il est divisé entre les arrondissements de Douala 3eet 5e, dans le canton Bassa, une chefferie de premier degré. Le village est reconnu pour son importance culturelle et historique dans la région.
C'est aujourd'hui une banlieue nord de Douala.

## Population et environnement
En 1968, le village de Logbessou comptait 167 habitants. La population de Logbessou était de 4752 habitants dont 2371 hommes et 2381 femmes, lors du recensement de 2005. Histoire et Fondation
Le village de Logbessou a été fondé par Bisu (ou Bissou), un ancêtre des Bassa, dont le nom a donné le nom du village (Logbessou, signifiant “la famille de Bisu”). Le préfixe “Log” dans la langue locale signifie « descendant » ou « famille ».
Bisu eut trois enfants, Mbongo, Yere et Mayaki, qui fondèrent les grandes familles du village. Chacune de ces familles a une histoire riche et distincte. La famille Logmbongo est l’une des plus influentes et a donné son nom au village.
Les Grandes Familles de Logbessou
	1.	Famille Logmbongo
La famille Logmbongo est issue de Mbongo, l’un des enfants de Bisu. Mbongo engendra plusieurs descendants, dont Manyo, Mbong, Nkolo, et Karbom. Aujourd’hui, la famille Logmbongo est divisée en trois branches :
	•	Logmanyo
	•	Logkarbom
	•	Mbong ni Nkolo (fusion des branches Mbong et Nkolo).
Le chef de la famille Logmbongo est Njanga Jean Clermond, dit “Toto”, qui est en fonction depuis 2022. Il a succédé à Nguinya Manike Edouard, dit “Grand Bateau”.
	2.	Famille Logyere
La famille Logyere descend de Yere, un autre enfant de Bisu. Yere engendra Lepa, Mbila, et Boogo.
Le chef de la famille Logyere était Dipoko André Calvin, dit “Grand Jo”, qui est décédé en 2025. Il a succédé à Bapeck Pendant Amos.
	3.	Famille Logmayaki
La famille Logmayaki est issue de Mayaki, le dernier enfant de Bisu. Mayaki eut deux enfants : Nkonomang et Bikoo.
Le chef de la famille Logmayaki était Moudourou Jonas, dit “Chacal”, qui est décédé en 2025.
Le Chef du Village Logbessou
Le chef du village Logbessou est Sa Majesté Abel Mukodi, le leader coutumier du village, qui est responsable des affaires traditionnelles et culturelles du village.
Rôle culturel et communautaire
Logbessou est un village qui joue un rôle central dans la culture et les traditions des Bassa. Il est un centre d’histoire et d’héritage, accueillant des événements culturels, des cérémonies traditionnelles et des rassemblements communautaires. Les familles du village participent activement à la préservation des coutumes locales et au soutien des membres de la communauté.
Le village est également un exemple de la coexistence de traditions anciennes et de l’intégration dans l’urbanisation croissante de Douala.